# Levenseindebegeleider
Een levenseindebegeleider is een hulpverlener die beroepsmatig handelingen verricht ter ondersteuning van zelfdoding door mensen die hun leven voltooid achten.
Het begrip 'levenseindebegeleider' komt voor in de concept-initiatiefwet 'Waardig levenseinde' dat het Tweede Kamerlid Pia Dijkstra (D66) in december 2016 heeft gepubliceerd ter stimulering van de maatschappelijke discussie over hulp bij levensbeëindiging aan oude mensen die hun leven voltooid achten.
Het wetsvoorstel voorziet voor levenseindebegeleiders die met inachtneming van in het voorstel vastgelegde zorgvuldigheidseisen hulp bij zelfdoding verlenen, in een strafuitsluitingsgrond als bedoeld in het Wetboek van Strafrecht. De levenseindebegeleider die de wettelijk voorgeschreven zorgvuldigheidseisen in acht heeft genomen, is gerechtigd ten behoeve van degene die zijn hulp heeft verzocht, middelen tot zelfdoding voor te schrijven. De levenseindebegeleider dient bij de zelfdoding aanwezig te zijn. Middelen die de verzoeker niet heeft gebruikt, dient de levenseindebegeleider terug te bezorgen bij de apotheker die ze verstrekt heeft.
Het beroep van levenseindebegeleider wordt in het wetsvoorstel geregeld als beroep in de zin van de Wet op de beroepen in de individuele gezondheidszorg. Er komt een register voor levenseindebegeleiders. Daarin worden ingeschreven degenen die in het bezit zijn van een getuigschrift waaruit blijkt dat de betrokkene met goed gevolg een opleiding heeft afgerond aan een door de overheid erkende opleidingsinstelling. Hoewel levenseindebegeleiding in de zin van het wetsvoorstel niet gezien wordt als medisch handelen (zoals het geval is met euthanasie), komen voor de opleiding tot levenseindebegeleider uitsluitend artsen, psychotherapeuten, gezondheidspsychologen en verpleegkundigen in aanmerking. Voor het exclusief recht tot toelating tot de opleiding van deze beroepsbeoefenaren is gekozen, omdat zij vanuit hun studie en werk al bekend zijn met ingewikkelde levensvragen. Tijdens de opleiding zal, volgens de memorie van toelichting, de nadruk met name komen te liggen op existentiële vragen die te maken hebben met het ervaren van verlies aan identiteit, gebrek aan zingeving en onthechting. De levenseindebegeleiders zullen hierin zelf geschoold worden, maar tijdens de opleiding moet ook aan bod komen welke deskundigen, organisaties en initiatieven op dit vlak al expertise hebben opgebouwd. Op het moment dat een levenseindebegeleider hier weet van heeft, kan hij degene die hem om hulp vraagt ook naar anderen doorverwijzen, indien daar nog behoefte aan is. Daarmee is het volgens de toelichting dus van belang dat levenseindebegeleiders een uitgebreid deskundigennetwerk opbouwen tijdens hun studie.
Het wetsvoorstel over voltooid leven heeft kritische reacties in de samenleving opgeroepen. Eerder oordeelde een commissie onder voorzitterschap van Paul Schnabel, die ook senator was voor D66, dat ruimere juridische mogelijkheden voor hulp bij zelfdoding onnodig en onwenselijk zijn. Het onderwerp voltooid leven was een van de thema's in de onderhandelingen over een nieuw kabinet na de verkiezingen voor de Tweede Kamer van 15 maart 2017.
Bij de kabinetsformatie van 2017 werd afgesproken dat er eerst een onderzoek zou komen naar de problematiek van ouderen die klaar zijn met het leven. De verantwoordelijkheid daarvoor zou liggen bij de minister van VWS. In september 2019 gaf Pia Dijkstra aan het te betreuren dat er weinig haast met dit onderzoek werd gemaakt. Zij sloot niet uit dat D66 begin 2020 een initiatiefwetsvoorstel bij de Tweede Kamer zou indienen.
Op 17 juli 2020 is het wetsvoorstel daadwerkelijk aanhangig gemaakt. Op 20 mei 2022 maakte de Raad van State het advies openbaar dat hij op 9 december 2020 had uitgebracht. De Raad van State had overwegende bezwaren tegen het wetsvoorstel.